# Aphthona sarmatica
Aphthona sarmatica es un coleóptero de la familia Chrysomelidae. Fue descrita científicamente por primera vez en 1928 por Ogloblin.